# 33567 Sulekhfrederic
33567 Sulekhfrederic è un asteroide della fascia principale. Scoperto nel 1999, presenta un'orbita caratterizzata da un semiasse maggiore pari a 3,1211146 UA e da un'eccentricità di 0,1709954, inclinata di 2,56958° rispetto all'eclittica.